# Robomodo
Robomodo est une entreprise américaine fondée en 2008 par d'anciens employés de Midway Games, exerçant son activité dans le domaine du développement de jeux vidéo. Il s'agit d'un studio indépendant étant principalement connu pour la réalisation de plusieurs titres de la série des Tony Hawk's, licence détenue par Activision.

## Historique
Joshua Tsui et trois autres collègues ont quitté Midway Games pour fonder le studio de développement Studio Gigante qui ferme ses portes au bout de cinq ans. EA rachète un studio à Hoffman, (qui deviendra EA Chicago), et Studio Gigante ayant fermé, l'équipe intègre alors EA Chicago. Trois ans plus tard EA ferme à son tour le studio. Joshua Tsui et son équipe fondent alors Robomodo en 2008,.
En 2010, Robomodo est obligé de licencier 60 personnes à cause d'un éventuel retrait de la licence Tony Hawk's par Activision et du report en fin d'année 2010 de la sortie de Tony Hawk: Shred,,.
En 2011, Robomodo lance un projet de jeu vidéo financé grâce au crowdfunding via Kickstarter : Bodoink, mais la campagne est un échec et ne totalise que 5 547 $ de recettes,. Robomodo a précisé que le jeu est fini à 80 % (prototype jouable) et que la levée de fonds était destinée à financer les derniers 20 %. Depuis cet échec cuisant, l'avenir de Bodoink est incertain malgré l'annonce de sortie à l'été 2012, puis en janvier 2014 sur le Twitter officiel du jeu.
Microsoft révèle au début de l'année 2014 que Robomodo figure dans la liste de développeur pour Xbox.

## Jeux
- Tony Hawk: Ride (2009)
- Tony Hawk: Shred (2010)
- In Time (2011)[14]
- Big League Sports: Kinect (2011)[15]
- Tony Hawk's Pro Skater HD (2012)
- Tony Hawk's Pro Skater 5 (2015)